# Hans-Joachim Schmidt (Historiker)

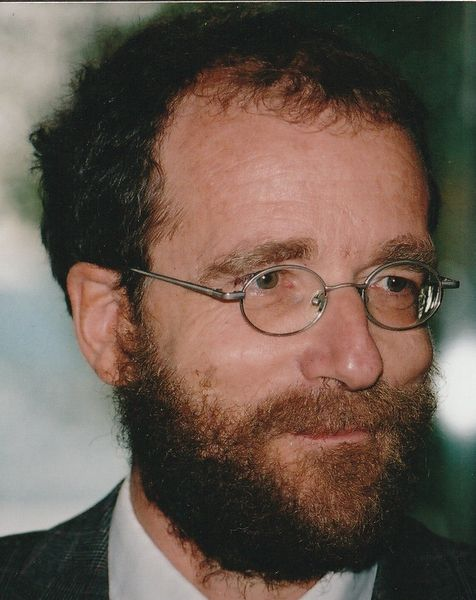
Hans-Joachim Schmidt, 2004 auf einer Tagung des Konstanzer Arbeitskreises von Werner Maleczek

Hans-Joachim Schmidt (* 30. April 1955 in Bad Kreuznach) ist ein deutscher Historiker zur Geschichte des Mittelalters.

## Leben und Wirken
Nach dem Studium der Fächer Geschichte, Romanistik und Erziehungswissenschaften in Trier, Nantes und Santander war Schmidt von 1984 bis 1989 Assistent an der Freien Universität Berlin, anschließend bis 1998 Oberassistent und Hochschulassistent an der Universität Gießen. Er wurde in Trier 1984 mit einer von Alfred Haverkamp betreuten Arbeit über die Bettelorden in Trier promoviert. In Gießen habilitierte er sich 1994 für die Fachgebiete Mittelalterliche Geschichte und Landesgeschichte. Im Jahr 1991 war er Gast des Deutschen Historischen Instituts in Rom und der School of Law, State University of California, Berkeley (Cal). Von 1994 bis 1996 übernahm er Vertretungsprofessuren für Mittelalterliche Geschichte an den Universitäten Trier und Gießen. Ihm wurde 1995 der Franz-Vogt-Preis zur Förderung der Wissenschaften verliehen. 
Von 1998 bis 2022 war er Professor für mittelalterliche Geschichte an der Universität Freiburg (Schweiz) und war Mitglied des Vorstandes und zeitweise Direktor des dortigen Mediävistischen Instituts. Seit Juni 2005 ist er Mitglied der Commissione diritiva della Società dei Studi Francescani, Assisi und seit 1. Juni 2006 Wissenschaftlicher Beirat der Forschungsstelle für vergleichende Ordensgeschichte an der Technischen Universität Dresden. Er gehörte von 2011 bis 2018 der Leitung der École doctorale des études médiévales der westschweizerischen Rektorenkonferenz an. 
Seine Forschungsschwerpunkte sind die Stadtgeschichte, die Kirchengeschichte und die Geschichte politischer Konzepte.

## Schriften
Monographien
- Bettelorden in Trier. Wirksamkeit und Umfeld im hohen und späten Mittelalter (= Trierer Historische Forschungen. 10). Verlag Trierer Historische Forschungen, Trier 1986, ISBN 3-923087-09-8 (Zugleich: Trier, Universität, Dissertation, 1984/1985).
- Kirche, Staat, Nation. Raumgliederung der Kirche im mittelalterlichen Europa (= Forschungen zur mittelalterlichen Geschichte. 37). Böhlau, Weimar 1999, ISBN 3-7400-1087-8 (Zugleich: Gießen, Universität, Habilitations-Schrift, 1994).
- mit Volker Reinhardt, Michael Sommer: Stationen europäischer Geschichte. Was Kunstwerke erzählen. Theiss, Stuttgart 2009, ISBN 978-3-8062-2234-0.
- Herrschaft durch Schrecken und Liebe. Vorstellungen und Begründungen im Mittelalter (= Orbis mediaevalis. Vorstellungswelten des Mittelalters. 17). V&R unipress, Göttingen 2019, ISBN 978-3-8471-0936-5.
- Neue Gesetze für ein besseres Leben? Überlegungen zu Praktiken und Theorie der Gesetzgebung im Mittelalter (Scrinium Friburgense 58). Reichert, Wiesbaden 2024, ISBN 978-3-7520-0703-9

Herausgeberschaften
- mit Paul-Joachim Heinig, Sigrid Jahns, Rainer Christoph Schwinges, Sabine Wefers: Reich, Regionen und Europa in Mittelalter und Neuzeit. Festschrift für Peter Moraw (= Historische Forschungen. 67). Duncker & Humblot, Berlin 2000, ISBN 3-428-10028-X.
- Tradition, Innovation, Invention. Fortschrittsverweigerung und Fortschrittsbewusstsein im Mittelalter (= Scrinium Firburgense. 18). De Gruyter, Berlin u. a. 2005, ISBN 3-11-018359-5.
- mit Edeltraud Klueting, Harm Klueting: Bistümer und Bistumsgrenzen vom Frühen Mittelalter bis zur Gegenwart (= Römische Quartalschrift für Christliche Altertumskunde und Kirchengeschichte. Supplementband. 58). Herder, Rom 2006, ISBN 3-451-26857-4.
- mit Gisela Drossbach: Zentrum und Netzwerk. Kirchliche Kommunikationen und Raumstrukturen im Mittelalter (= Scrinium Firburgense. 22). De Gruyter, Berlin u. a. 2008, ISBN 978-3-11-019660-3.
- Stadtgründung und Stadtplanung – Freiburg im Mittelalter. = Fondation et planification urbaine – Fribourg au moyen âge (= Geschichte – Forschung und Wissenschaft. 33). Lit, Wien u. a. 2010, ISBN 978-3-643-80017-6.
- mit Martin Rohde: Papst Johannes XXII. Konzepte und Verfahren seines Pontifikats (= Scrinium Firburgense. 32). Freiburger Colloquium 2012. De Gruyter, Berlin u. a. 2014, ISBN 978-3-11-033250-6.
- mit NoëlleLaetitia Perret: Memories Lost in the Middle Ages. Collective Forgetting as an Alternative Procedure of Social Cohesion (Memoria and Rembembrance Practics 4). Brepols, Turnout 2023, ISBN 978-s-503-59693-8
- mit Cédric Brelaz, Thomas Lau und Siegfried Weichlein: Patterns in the History of Polycentric Governance in European Cities. From Antiquity to the 21st Century. De Gruyter, Berlin/Boston 2024, ISBN 978-3-11-102777-7

Mitherausgeberschaften
- Scrinium Friburgense. Veröffentlichungen des Mediävistischen Instituts der Universität Freiburg, Schweiz. ISSN 1422-4445, seit 1998.
- Vita regularis. Ordnungen und Deutungen religiösen Lebens im Mittelalter. Editionen. ZDB-ID 2147551-9; Abhandlungen. ISSN 2629-3439, seit 2006.
- Spätmittelalterstudien. ISSN 1868-7490, seit März 2009.